# Juozas Rimkus
Juozas Rimkus (* 1960 in Gineikiai, Rajongemeinde Kelmė) ist ein litauischer Politiker.

## Leben
Nach dem Abitur an der Mittelschule absolvierte er 2004 das Studium der Agrarwissenschaften an der Lietuvos žemės ūkio universitetas bei Kaunas und wurde Agronom. Er arbeitete als Leiter einer Agrarabteilung in der Verwaltung von Kelmė. Von 1990 bis 1995 und ab 2011 war er Mitglied im Rat Kelmė. Seit 2016 ist er Seimas-Mitglied. Er arbeitet als Mitglied des Agrarausschusses.
Er ist Mitglied der Agrarpartei LVŽS.

## Familie
Juozas Rimkus ist verheiratet. Mit seiner Frau Salomėja hat er zwei Kinder namens Laimonas und Evaldas.